# كيفين بولك
كيفين بولك (بالإنجليزية: Kevin Pollak)‏ ممثل أمريكي من مواليد 30 أكتوبر 1957.

## مواقع خارجية
- كيفين بولك على موقع IMDb (الإنجليزية)
- كيفين بولك على موقع روتن توميتوز (الإنجليزية)
- كيفين بولك على موقع ألو سيني (الفرنسية)
- كيفين بولك على موقع ميوزك برينز (الإنجليزية)
- كيفين بولك على موقع أول موفي (الإنجليزية)
- كيفين بولك على موقع قاعدة بيانات الأفلام السويدية (السويدية)
- كيفين بولك على موقع إن إن دي بي (الإنجليزية)
- كيفين بولك على موقع ديسكوغز (الإنجليزية)
- كيفين بولك على موقع قاعدة بيانات الفيلم (الإنجليزية)
- كيفين بولك على موقع كينوبويسك (الروسية)